# Condado de Colbert
O Condado de Colbert é um dos 67 condados do estado norte-americano do Alabama. De acordo com o censo de 2022, sua população é de 58.033 habitantes. A sede de condado é Tuscumbia, e a sua maior cidade é Muscle Shoals. 
O condado foi fundado em 1867 e o seu nome é uma homenagem aos irmãos George (1764–1839) e Levi Colbert (?-1834), chefes chickasaw neste território durante o início do século XIX. A tribo também se submeteu as remoções forçadas tal como outras nações do sudeste americano.

## História
Os povos cherokee e chickasaw são os primeiros habitantes conhecidos da região do condado. Porém, sabe-se que houve na região outras culturas indígenas precedentes que por lá estabeleceram assentamentos sazonais. 
Em 1810, pioneiros começaram a colonizar na área de um cruzamento que se desenvolveu na atual Leighton. O condado foi originalmente estabelecido durante a Reconstrução, em 6 de fevereiro de 1867. A legislatura estadual dividiu-o do condado de Franklin. Porém o condado foi abolido oito meses depois em 29 de novembro de 1867 por uma convenção constitucional do Alabama e reestabelecido pela legislatura em 24 de fevereiro de 1870.
Em 1890, a fronteira oriental do condado foi alterada de County Line Road para Town Creek; a mudança resultou na totalidade da cidade de Leighton dentro do condado de Colbert. No condado está localizada Ivy Green, o local de nascimento da notória autora e ativista Helen Keller.

## Geografia
De acordo com o censo, sua área total é de 1,610 km², destes sendo 1,533 km² de terra e 77 km² de água.

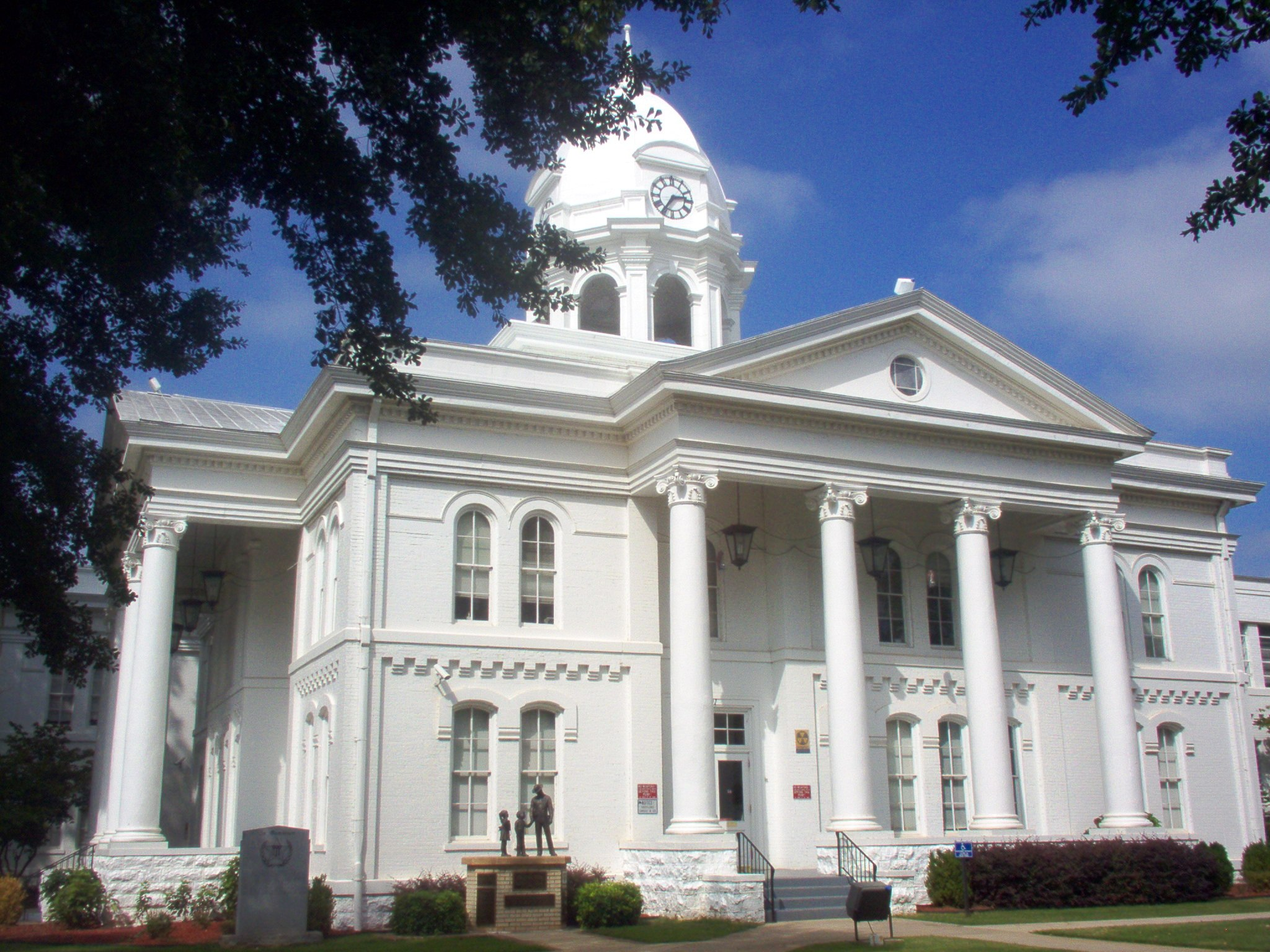
Tribunal do condado de Colbert em Tuscumbia, Alabama

### Área de proteção nacional
- Natchez Trace Parkway (parte)

### Rio
- Rio Tennessee

### Principais riachos
- Bear Creek
- Cane Creek
- Mulberry Creek
- Spring Creek
- Town Creek

### Cachoeiras
- Cachoeira de Cane Creek Canyon
- Cachoeira de Rainbow Branch
- Cachoeira de Wilson Dam

### Nascentes
- Big Spring, Tuscumbia
- Buzzard Roost Spring, Margerum
- Chaalybeate Spring, Littleville
- Milk Springs, Colbert Heights
- Shegog Spring, Ford City

### Montes
- Bald Knob
- Coburn Mountain
- Colbert Mountain
- Hawk Pride Mountain
- LaGrange Mountain
- Mountain Mills Ridge
- Sand Mountain
- Underwood Mountain
- Wagnon Mountain
- Wheeler Mountain

### Condados adjacentes
- Condado de Lauderdale, norte
- Condado de Lawrence, sudeste
- Condado de Franklin, sul
- Condado de Tishomingo (Mississippi), oeste

## Transportes

### Principais rodovias
- U.S. Highway 43
- U.S. Highway 72
- State Route 13
- State Route 17
- State Route 20
- State Route 133
- State Route 157
- State Route 184
- State Route 247
- Natchez Trace Parkway

### Ferrovia
- Norfolk Southern Railway

### Aeroportos
- Big River Airpark
- Northwest Alabama Regional Airport

## Demografia
De acordo com o censo de 2022:
- População total: 58.033
- Densidade: 38 hab/km²
- Residências: 28.133
- Famílias: 22.640
- Composição da população:
  - Brancos: 80,1%
  - Negros: 16,3%
  - Nativos americanos e do Alaska: 0,7%
  - Asiáticos: 0,7%
  - Nativos havaianos e outros ilhotas do pacífico: 0,1%
  - Duas ou mais raças: 2,2%
  - Hispânicos ou latinos: 3,4%

## Comunidades

### Cidades
- Muscle Shoals
- Sheffield
- Tuscumbia (sede)

### Vilas
- Cherokee
- Leighton
- Littleville

### Comunidades não-incorporadas
- Allsboro
- Barton
- BuzzardRoost
- Ford City
- Hatton
- Listerhill
- Maud
- Mountain Mills
- Nitrate City
- Pride
- Spring Valley
- Village Number 1

## Pessoas notáveis
- Adam Lazzara
- Alfred Huger Moses
- Al Gamble
- Alecia Elliott
- Amanda Chase
- Anthony Piccione
- Archibald Hill Carmichael
- Arthur Alexander
- Ben Cunningham (ativista)
- Beverly Barton
- Bobby E. Denton
- Boyd Bennett
- Chris Tompkins
- David Hood
- Deion Belue
- Dominique Croom
- Douglas A. Foster
- Ed West
- Frank Manush
- Fred Thompson
- Gary Nichols
- Guy Morton
- Heinie Manush
- Helen Keller
- Henry S. Foote
- Herschel Sizemore
- Howell Heflin
- James Deshler
- Jimmy Hughes
- Jimmy Johnson
- John Paul White
- John W. Keys
- Joseph Humphrey Sloss
- Kenny Mims
- Leigh Tiffin
- Lefty Bates
- Leon Douglas
- Marcel Black
- Ozzie Newsome
- Patterson Hood
- Percy Sledge
- Pete Carr
- Phillip Swann
- Rece Davis
- Richard H. Jackson
- Rick Hall
- Rick James (baseball)
- Robert B. Lindsay
- Stan Munsey
- Wayne Greenhaw
- Wendell Wilkie Gunn
- William Henry Sawtelle
- Willian Reynolds
- Willie Ruff
- Wimp Sanderson
- Wilson D. Watson